# Cathia Schär
Cathia Schär, née le 20 octobre 2001 à Moudon, est une triathlète suisse, vice-championne du monde en relais mixte en 2024.

## Biographie

### Jeunesse
Cathia Schär a grandi à Mézières devenu Jorat-Mézières en 2016, dans le canton de Vaud en Suisse. Sportive de différents sports dans l'enfance (gymnastique, course à pied, ski et natation), son premier coach lui propose de venir faire un triathlon qu'il pratiquait avec ses enfants. C’est finalement un peu par hasard, qu'elle s'est mise au triathlon à l'âge de dix ans.
Quelques années plus tard, elle se classe quatrième aux championnats d'Europe juniors 2019. Elle participe à sa première course de la coupe d'Europe en catégorie élite en 2021. La jeune suissesse remporte les championnats d'Europe sprint U23 en 2022.

### Carrière en triathlon
Cathia remporte une médaille de bronze au relais mixte aux championnats d'Europe de triathlon 2022 à Munich, en Allemagne.
La Méziéroise ajoute une médaille de bronze à son palmarès sur la distance olympique aux championnats d'Europe 2023 à Madrid, puis termine troisième à la Coupe du monde à Rome. En 2023, elle est médaillée de bronze aux championnats du monde de relais mixte à Hambourg.
Elle s'est classée huitième à l'étape des séries des championnats du monde de triathlon de Hambourg en juillet 2024. Cependant, le relais suisse rapporte l’argent où, dernière relayeuse, elle franchit la ligne avec trois secondes d'avance sur sa concurrente néo-zélandaise Nicole Van Der Kaay. Elle se qualifie pour les Jeux olympiques de Paris 2024 où elle finira 43e en individuel et 7e en relais mixte.

## Palmarès
Le tableau présente les résultats les plus significatifs (podium) obtenus sur les circuits national et international de triathlon depuis 2022.
| Année | Compétition                              | Lieu    | Position           | Temps          |
| ----- | ---------------------------------------- | ------- | ------------------ | -------------- |
| 2024  | Grand Prix de triathlon - Étape de Metz  | France  | Médaille d'or      | 59 min 59 s    |
| 2023  | Championnats d'Europe - Madrid           | Espagne | Médaille de bronze | 2 h 0 min 10 s |
| 2023  | Coupe du monde - l'étape sprint de Rome  | Italie  | Médaille de bronze | 59 min 35 s    |
| 2022  | Championnats d'Europe sprint - Olsztyn   | Pologne | Médaille de bronze | 25 min 21 s    |
| 2022  | Championnats de Suisse sprint            | Suisse  | Médaille d'or      | 1 h 4 min 51 s |
| 2022  | Coupe d'Europe - Étape sprint de Rzeszów | Pologne | Médaille d'argent  | 1 h 1 min 24 s |

| Année | Compétition                                     | Pays      | Position           | Temps           |
| ----- | ----------------------------------------------- | --------- | ------------------ | --------------- |
| 2024  | Championnat du monde en relais mixte - Hambourg | Allemagne | Médaille d'argent  | 1 h 20 min 1 s  |
| 2023  | Championnat du monde en relais mixte - Hambourg | Allemagne | Médaille de bronze | 1 h 22 min 35 s |
| 2022  | Championnat d'Europe en relais mixte - Munich   | Allemagne | Médaille de bronze | 1 h 26 min 19 s |